# Natalie von Milde

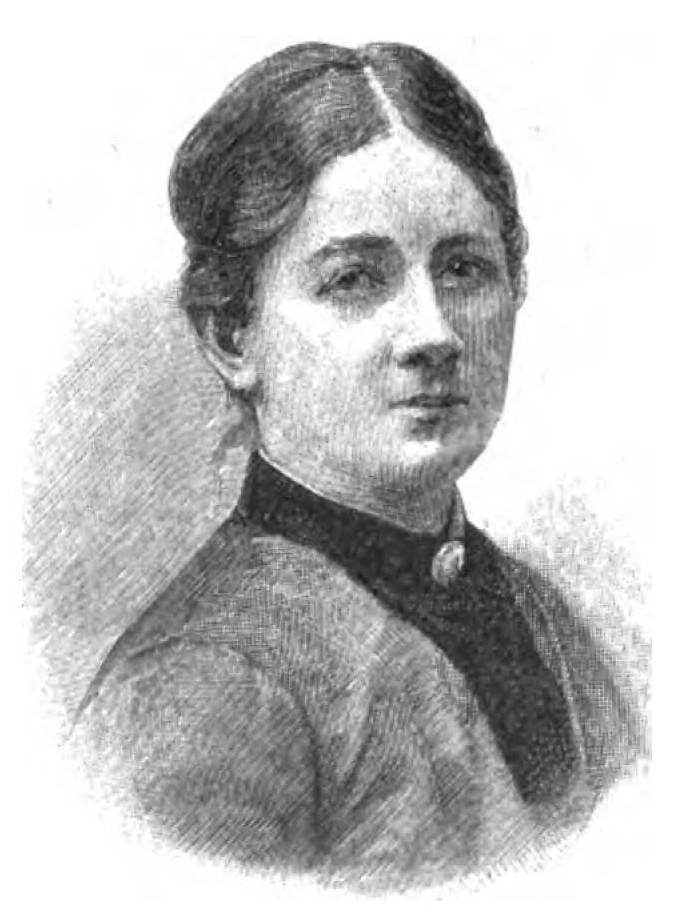
Natalie von Milde

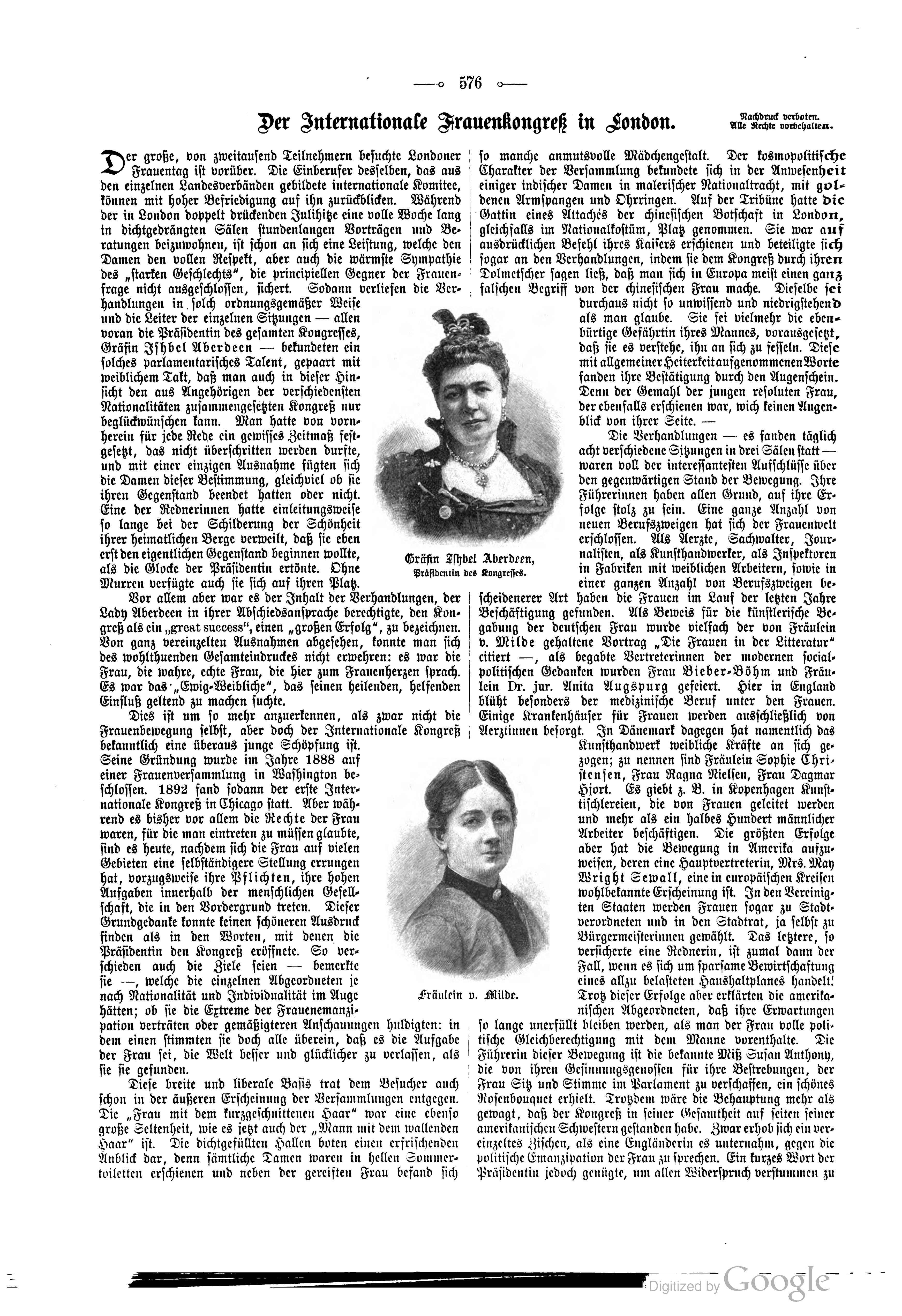
Natalie von Milde

Natalie von Milde, bis 1881 Natalie Haller (* 31. März 1850 in München; † 29. März 1906 in Weimar) war eine deutsche Schriftstellerin und Frauenrechtlerin. Sie war eine Adoptivtochter von Rosa von Milde (1827–1906) und Hans Feodor von Milde (1821–1899).

## Leben
Natalie Haller wurde am 31. März 1850 in München geboren. Sie war wahrscheinlich die nichteheliche Tochter einer Frau Geheimrat Jakobsohn. Seit Ende der 1850er Jahre lebte sie in Weimar im Haushalt von Rosa und Hans Feodor von Milde. Dort erhielt sie Musikunterricht von Rosa von Milde und Carl Müllerhartung. Aufgrund einer Diphtherie-Erkrankung und bleibender Schwächung der Stimme musste sie ihre Gesangsausbildung abbrechen. Bei Karl Volkmar Stoy in Jena nahm sie daraufhin in den Jahren 1879/80 Privatunterricht in Psychologie. Erst im Jahr 1881 wurde sie von dem Ehepaar Milde adoptiert.
Natalie von Milde hielt seit 1880 Vorträge zu aktuellen Frauenthemen. Im Jahr 1888 trat sie dem Deutschen Frauenverein Reform bei, der von Hedwig Kettler im selben Jahr in Weimar gegründet wurde. Im Jahr 1900 wurde sie erste Vorsitzende des Vereins Frauenbildung-Frauenstudium in Weimar. Sie gründete 1902 mit Unterstützung von Prinzessin Pauline von Sachsen-Weimar-Eisenach ein Lesezimmer für Frauen. Natalie von Milde war unter anderem mit Helene Böhlau, dem Stuttgarter Hofbibliothekar Wilhelm Hemsen (1829–1885), Marie von Ebner-Eschenbach und Marie von Bülow befreundet. Ihr schriftstellerisches Werk behandelt Fragen der Frauenemanzipation wie rechtliche Gleichstellung von Mann und Frau und Chancengleichheit in Bildung und Beruf.
Bücher aus ihrem Besitz befinden sich heute in der Herzogin-Anna-Amalia-Bibliothek Weimar.

## Schriften
- Unter dem Pseudonym J. M.: Goethe über Frauen-Emancipation. In: Frauenberuf 2, Nr. 4/1888.
- Frauenfrage und Männerbedenken. Ein Beitrag zur Verständigung. Oehmigkes Verlag, Berlin 1890.
- Der Richter zwischen Mann und Weib. L. Thelemann, Weimar 1893.
- Goethe-Geburtstagsbuch. A. Karrer, Weimar 1894.
- Goethe und Schiller und die Frauenfrage. H. Seippel, Weimar u. Hamburg 1896.
- Ist die Frauenbewegung natürlich? Vortrag, geh. am 5. Oktober 1896 im Auftrage der Hamburger Ortsgruppe des Allgemeinen deutschen Frauenvereins. Weimar 1896.
- Frauenliebe und -Leben in der Literatur. In: Düna Zeitung vom 31. März 1897, S. 1 f.
- Unsere Schriftstellerinnen und die Frauenbewegung. 1900.
- Gegenwart und Zukunft der Familie. Eine Entgegnung auf den gleichnamigen Artikel des Herrn Professor Schmoller. 1902.
- Maria Pawlowna. Ein Gedenkblatt zum 9. November 1904. 1904.
- Als Herausgeberin: Briefe in Poesie und Prosa von Peter Cornelius an Theodor und Rosa von Milde. Weimar 1901.